# Piromanía
La piromanía (del griego πυρός, pyrós —«fuego»—, y μανία, manía —«locura»—), según el Manual diagnóstico y estadístico de los trastornos mentales (DSM-V), es un trastorno del control de impulsos relacionado con la provocación de incendios y la atracción por el fuego. Al sujeto que padece piromanía se le denomina piromaníaco o pirómano.
El pirómano no debe ser confundido con el incendiario, que es aquella persona que intencionadamente decide provocar incendios con premeditación, con ánimo de lucro o simplemente por hacer daño.
La piromanía forma parte de la leyenda urbana de la tríada psicopática, juntamente con la enuresis y el maltrato animal.

## Sintomatología
Los síntomas suelen comenzar con la atracción al fuego cuando son niños y adolescentes. Si se da en adultos, la piromanía puede ser crónica o episódica, provocando incendios con frecuencia como una forma de aliviar su tensión, o lo hacen solo durante los períodos de inusual estrés en sus vidas.
- Piromanía en niños: El diagnóstico de un niño como un pirómano debe tener un historial de incendios de manera deliberada y se debe demostrar que el niño cumple los requisitos de poseer una atracción por el fuego y que experimenta sentimientos de satisfacción o alivio después de haber provocado algún incendio.[6][5]
- Piromanía en adultos: La piromanía en adultos se engloba dentro de los trastornos de control de impulsos, como son: los trastornos de abuso de sustancias, el trastorno obsesivo-compulsivo, y los trastornos del estado de ánimo, como los trastornos de ansiedad. Se ha demostrado que la piromanía en adultos va asociada a distintas patologías con otros síntomas, como son la depresión, tentativa de suicidio, los conflictos repetidos en las relaciones interpersonales y el estrés.[7]

## Causas

### Factores individuales
- Actitudes asociales.
- Búsqueda de nuevas experiencias y sensaciones. Atracción por comenzar un fuego ya sea por el aburrimiento o la falta de otras formas de recreación y diversión.
- Búsqueda de atención hacia los demás. Provocar reacciones por parte de los padres y otras autoridades.
- Falta de habilidades sociales. Personas solitarias que suelen tener un círculo de amistad muy escaso o nulo.
- Ignorancia de los peligros que se asocian con provocar un incendio o con una conducta incendiaria.

### Factores ambientales
- Una escasa supervisión por parte de los padres o supervisores de los niños.
- Psicopatología de los padres (incluyendo abusos físicos y sexuales, además de contextos donde los padres abusan de drogas o tienen comportamientos violentos)
- Presión de grupo o círculo de amistades. Tener compañeros que fuman o que juegan con el fuego es un factor de riesgo.
- Acontecimientos estresantes en su infancia o adolescencia. Como una forma de hacer frente a las crisis en sus vidas o por un limitado apoyo familiar para poder hacer frente a las crisis estresantes en las que se encuentran.

## Historia
Empezando en 1840, ha habido variados argumentos para la causa de la piromanía. Ya sea en cuanto a si la condición surge de una enfermedad mental o de una deficiencia moral la opinión mayoritaria ha cambiado de acuerdo al desarrollo de la psiquiatría y el cuidado de la salud mental en general.

## Estadísticas
La piromanía es un desorden mental poco frecuente, y los pirómanos representan una muy pequeña proporción de las admisiones a hospitales psiquiátricos.

## En la ficción
- Lo que arde
- Mainstream